# Golf d'Onega
El Golf o Badia d'Onega, (rus: Онежская губа, Онежский залив) està situat a la República de Carèlia i l'Oblast d'Arkhangelsk al nord-oest rus a l'oest de la ciutat d'Arkhangelsk. Dels golfs i badies de la Mar Blanca és el més meridional, La badia fa 6.630 km² amb 185 km de llargada i 50 km d'amplada. La seva fondària mitjana és de 16 m i la fondària màxima és de 36 m. Aquesta badia queda glaçada a l'hivern.

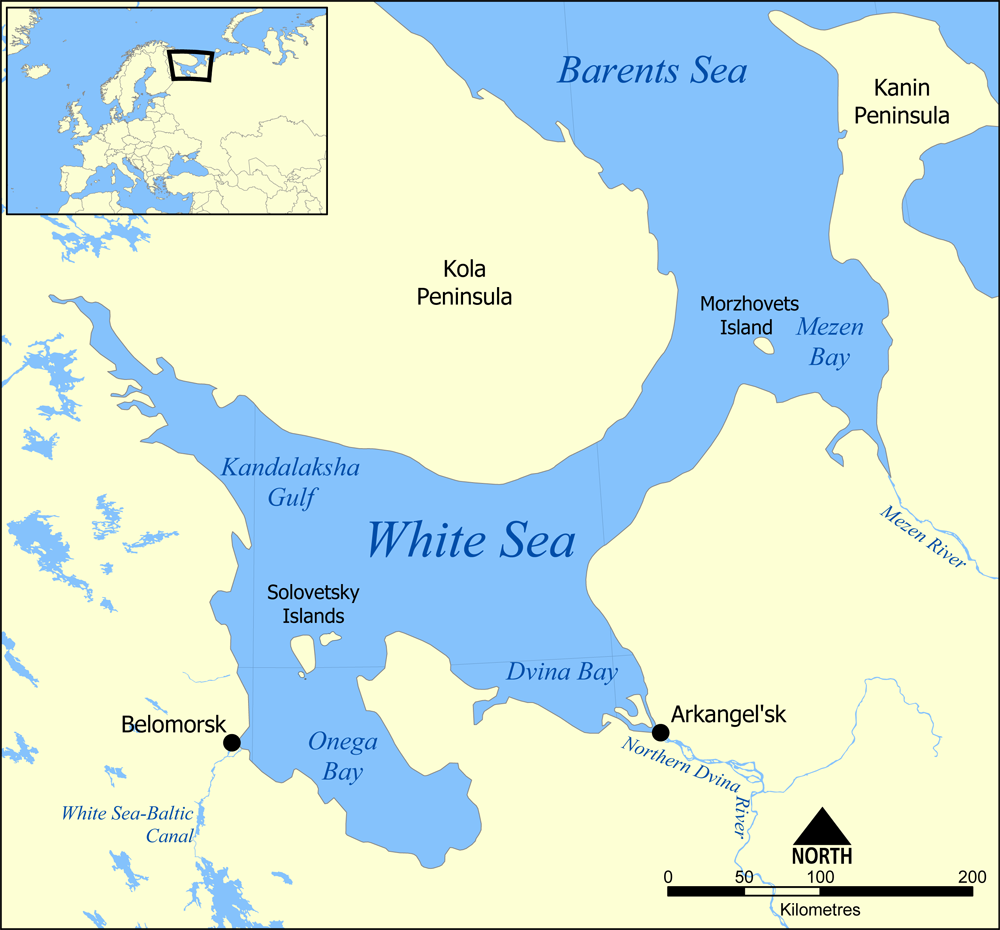
La badia de l'Onega a la Mar Blanca.

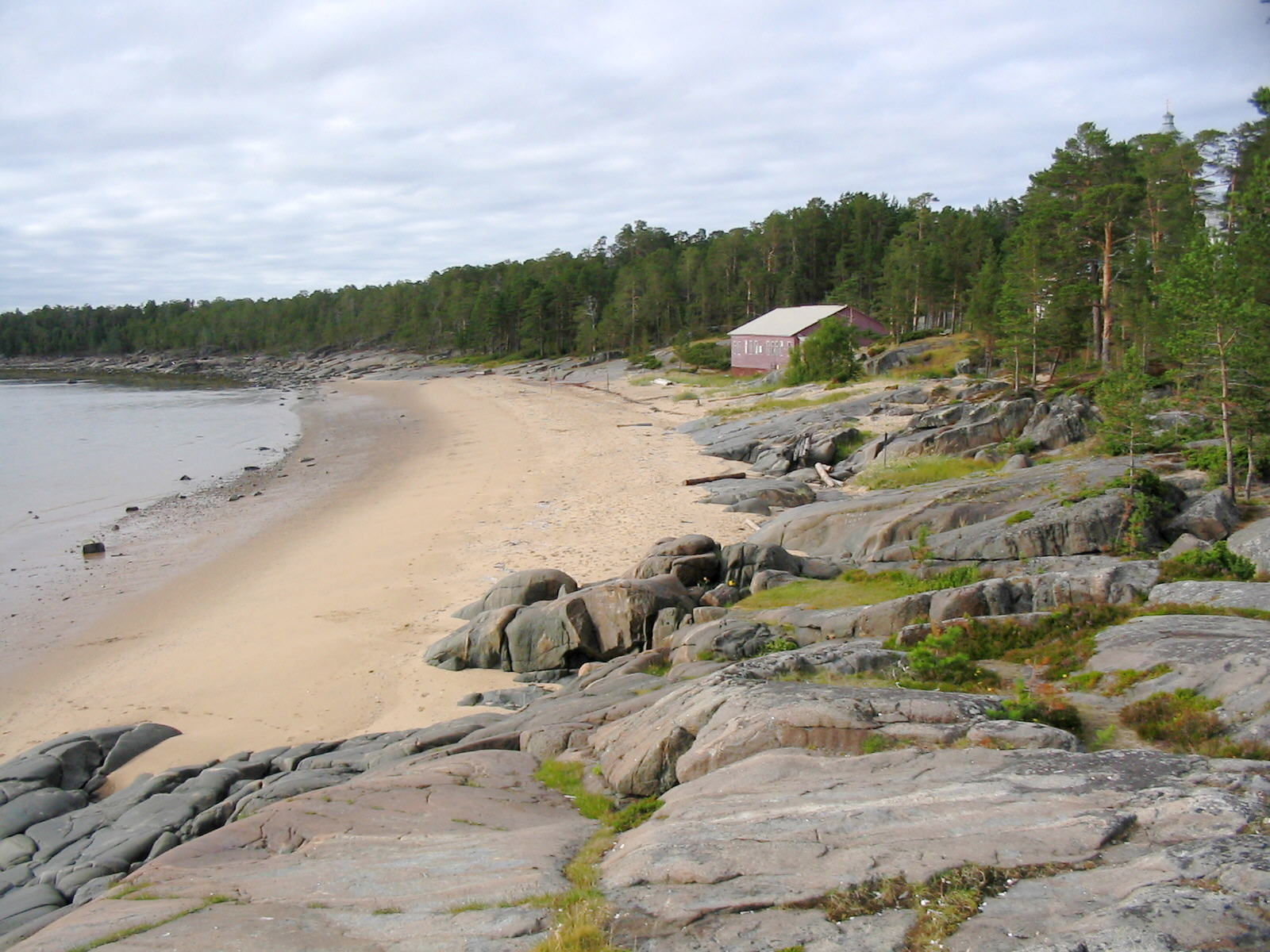
Litoral de la badia a l'illa Kiy.

Flueixen cap aquesta badia els rius Onega, riu KemKem, i Vig Té nombroses illes. Les Illes Solovietski, són les més grans i més conegudes. Al llarg de la costa occidental hi ha centenars de petites illes (rus: луда, luda). Les més grans d'aquestes són: Illa Shuyostrov, Illa Russky Kuzov, Illa Myagostrov, Illa Kondostrov, i Illa Sumostrov [grup de les Sumsky Skerries). A mar obert hi l'arxipèlag amb Illa Bolshoy Zhuzhmuy i Illa Maly Zhuzhmuy. A la costa occidental hi ha la població de Belomorsk i el Canal Mar Blanca-Bàltic. A l'est la badia limita amb la Península d'Onega i al sud-est limita amb la població d'Onega.
La balena beluga viu a les aigües del golf d'Onega.
Les illes Solovietski són patrimoni de la Humanitat.